# Gradinja
Gradinja (serbe cyrillique : Градиња) ou Gradihna (serbe : Градихна) (floruit 1125–1146) est le souverain de Dioclée, de 1131 à 1142 ou de 1135 à 1146,. Gradinja est l'un des personnages qui, comme Branislav, Gojislav, Georgije et Grubeša parmi d'autres, n'est uniquement mentionné que par la Chronique du prêtre de Dioclée. Il n’apparaît pas dans les sources byzantines comme les autres dynastes serbes contemporains.

## Biographie
Gradinja est le fils d'un prince de Dioclée nommé Branislav de Travounie (vers 1082-1097), lui même petit-fils de Stefan Vojislav ; il est donc le frère de Grubeša, un précédent souverain entre 1118 et 1125[réf. incomplète]. Vers 1125, selon Mavro Orbini, le rival de Georges Ier, Gradinja, « marié en Raška, a l'intention de reprendre le pouvoir ». À la suite d'un second conflit avec les Byzantins, au cours duquel le roi « Đorđe » est défait et emprisonné dans la forteresse d'Oblik, les Byzantins nomment Gradinja comme souverain vassal de Dioclée. Toujours selon la Chronique, Gradinja était « gentil, plein de civilité et de compassion et protecteur des veuves et des pauvres ». Le pouvoir et le territoire subsistant de la Dioclée sont à l'époque de son règne gravement réduits. Son fils Radoslav de Dioclée lui succède sur le trône en 1146.
Gradinja, selon Gavro Škrivanić, est inhumé dans l'église des Saints-Serge-et-Bacchus (en) de Shirgj, sur la Bojana.

## Articles liés
- Vojislavljević
- Dioclée
- Georges Ier de Dioclée